# 语言旗帜图标

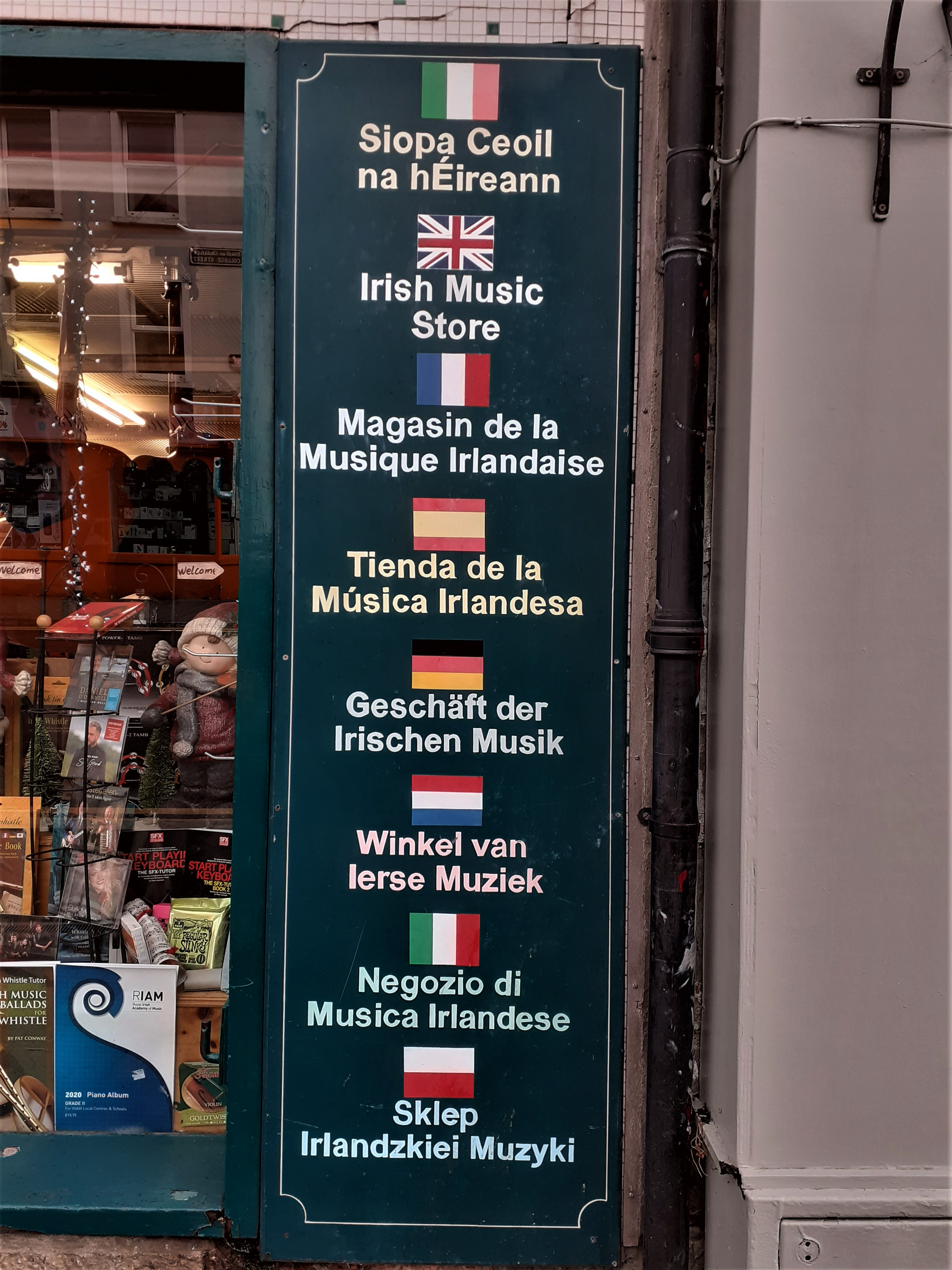
爱尔兰基拉尼的一个告示板使用不同国旗标示爱尔兰语、英语、法语、西班牙语、德语、荷兰语、意大利语和波兰语

旗帜图标（Flag icons，尤其是国旗）被用于标识语言，是一种普遍常见的做法。这种做法长期使用在旅游景点，或者其他与旅游相关的告示板；除此之外，在网站本地化适配目标用户语言的用户体验设计（UX），其应用也极为广泛。
这种做法被批评存在某些问题，因为代表国家的国旗与语言并不一一对应，甚至可能被视为含有侮辱性和迷惑性，但仍然被广泛使用。

## 旗标类型

### 国旗
国旗是最常被用于标识语言的图标，选择国旗可能是代表该种语言的起源地，例如：西班牙和墨西哥通行西班牙语，但是西班牙是西班牙语的起源地，所以西班牙国旗优于墨西哥国旗；或者是代表该种语言的母语使用者数量最多，例如：美国和英国通行英语，但是美国英语使用者的数量最多，所以美国国旗优于英国国旗，上述两个实例根据不同地区，也可能会反其道而行。
- 西班牙国旗在欧洲地区，经常被用来代表西班牙语，尽管其母语使用者的数量少于墨西哥
- 英国国旗在欧洲地区，经常被用来代表英语，尽管其母语使用者的数量少于美国
- 墨西哥国旗在北美洲地区，经常被用来代表西班牙语，尽管它不是西班牙语的起源地
- 美国国旗在北美洲地区，经常被用来代表英语，尽管它不是英语的起源地

### 混合旗帜
如果有一个以上的国家使用某种主要语言，可以混合使用两个或多个民族国家的旗帜，例如：美国和英国的国旗代表英语，中国大陆、台湾、香港、澳门和新加坡的国旗代表汉语，法国、比利时和加拿大的国旗代表法语，西班牙和墨西哥的国旗代表西班牙语，葡萄牙和巴西的国旗代表葡萄牙语。
- 混合美国国旗和英国国旗，用来代表英语
- 混合法国国旗、比利时国旗和加拿大国旗，用来代表法语
- 混合中华人民共和国国旗、中华民国国旗、香港特别行政区区旗、澳门特别行政区区旗和新加坡国旗，用来代表汉语
- 混合西班牙国旗和墨西哥国旗，用来代表西班牙语
- 混合葡萄牙国旗和巴西国旗，用来代表葡萄牙语

### 语言学标志
某些国际语言共同体拥有涵盖所有使用该种语言的旗帜，同时避免国旗的政治象征意义，尽管这些做法并没有得到广泛认可。 其他类似的语言学旗帜，包括：世界语旗帜或意第绪语旗帜。
- 法语国家及地区国际组织旗帜，以法语作为主要语言的国家地区组成的国际组织
- 葡萄牙语国家共同体旗帜，以葡萄牙语作为主要语言的国家地区组成的国际组织
- 世界语旗帜，用来代表世界语
- 多邻国使用“komets-alef”旗，用来代表意第绪语

## 书写系统
国旗也被用来区分同一种语言的不同书写系统，例如：繁体中文使用中华民国国旗，简体中文使用中华人民共和国国旗。
- 中华民国国旗，用来代表繁体字
- 中华人民共和国国旗，用来代表简化字
- 混合中华民国国旗、香港特别行政区区旗和澳门特别行政区区旗，用来代表繁体字
- 混合中华人民共和国国旗和新加坡国旗，用来代表简化字

## 政治动机

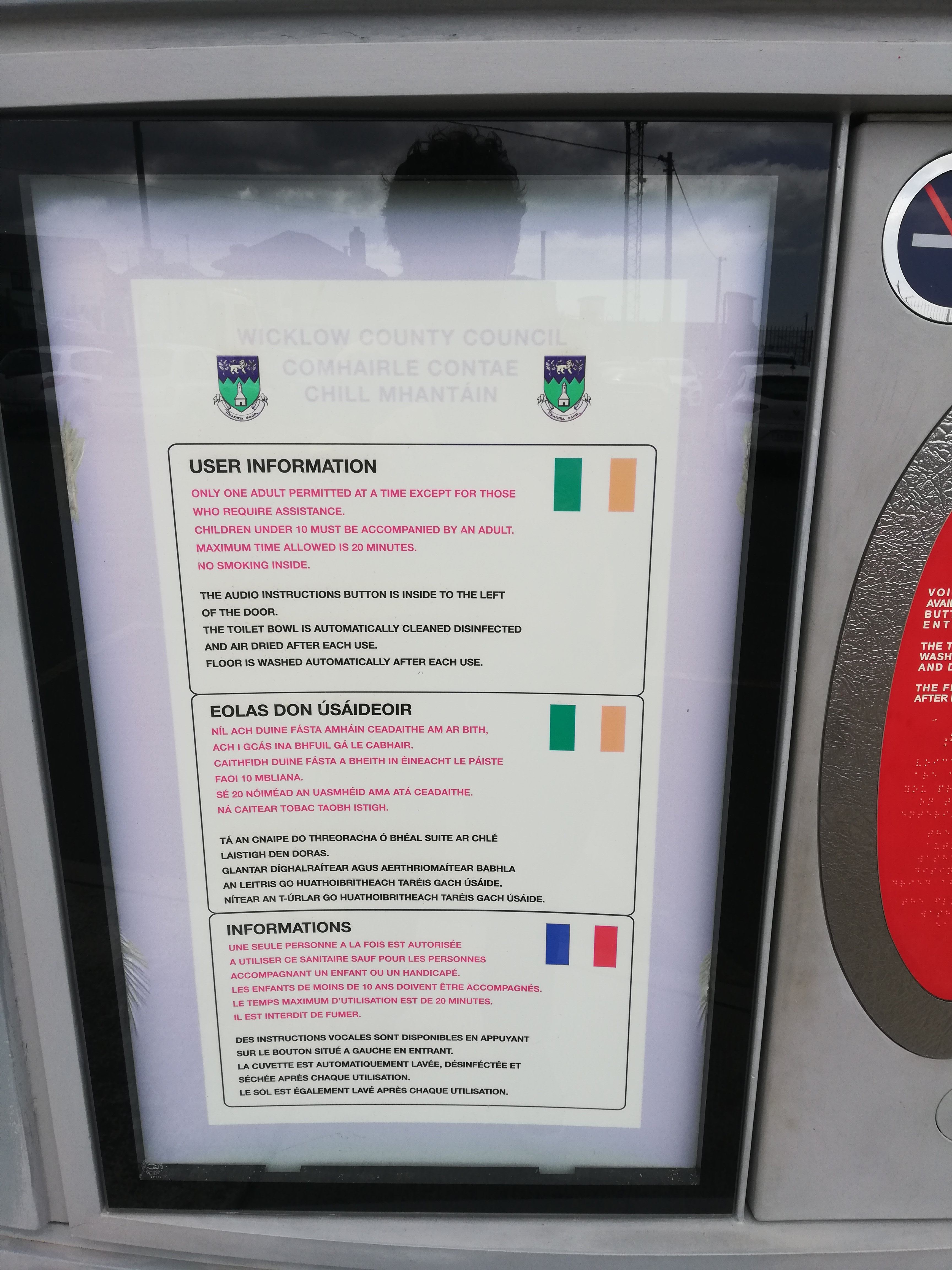
爱尔兰的一个告示板使用爱尔兰国旗标示英语和爱尔兰语

某些Euronet的自动取款机（ATM）会使用爱尔兰国旗作为英语的标识，而不是更通用的英国国旗或英格兰国旗。《爱尔兰时报》猜测这是对英国脱欧的反应，因为爱尔兰是欧盟仅存的唯二以英语为官方语言的国家之一（另一个是马耳他）；事实上，爱尔兰国旗通常用来标示爱尔兰语。

## 批评
使用国旗标明语言被批评为一种“错误”的设计。 国旗本身的意义会增加政治化和模糊化的影响，因为许多母语在多个国家都是官方语言，而且不少国家都有多种主要语言；替代方案包括使用语言的本土名称或语言代码。
万维网联盟（W3C）在其国际化最佳实践中明确指出，不应使用国旗图标来指示语言，因为国旗代表的是国家，而不是语言。
- 西班牙语世界的地图，西班牙语覆盖全球20个国家，其中讲西班牙语人口最多的国家并不是西班牙，而是位于拉丁美洲的墨西哥
- 西班牙语言的地图，西班牙本土使用除西班牙语（卡斯蒂利亚语）以外的其他语言，这在使用国旗时可能会造成混淆

## 画廊
- 西班牙特内里费岛的告示板，使用西班牙国旗标示西班牙语、英国国旗标示英语和德国国旗标示德语
- 阿根廷科尔多瓦省圣弗朗西斯科的告示板，上方使用阿根廷国旗标示西班牙语，下方则是使用意大利国旗标示意大利语和皮埃蒙特大区旗（英语：Flag of Piedmont）标示皮埃蒙特语
- 根西的告示板，使用根西旗帜标示根西方言（英语：Guernésiais）
- 爱尔兰一块标示9种语言的告示板
- 爱尔兰都柏林一块标示8种语言的告示板